# Hi! PARIS
Hi! PARIS to organizacja z siedzibą w Paryżu, która promuje edukację, badania i innowacje w dziedzinie sztucznej inteligencji (AI) i analizy danych. Prace Hi! PARIS obejmują badania nad technicznym bezpieczeństwem sztucznej inteligencji i etyką sztucznej inteligencji, rzecznictwo i wsparcie w rozwoju dziedziny badań nad bezpieczeństwem sztucznej inteligencji.
Został stworzony w 2020 roku przez HEC Paris i Institut polytechnique de Paris. W lipcu 2021 Inria została partnerem.

## Badania
Centrum koncentruje się głównie na dwóch tematach: AI i dane dla biznesu oraz AI i dane dla społeczeństwa. Firmy takie jak Schneider Electric wspierają działalność badawczą.

## Zajęcia
Oprócz działalności badawczej centrum organizuje również szkołę letnią i hackathon.